# برستون وير
برستون وير (بالإنجليزية: Preston Ware)‏ هو لاعب شطرنج أمريكي، ولد في 12 أغسطس 1821، وتوفي في 29 يناير 1890.

## وصلات خارجية
- برستون وير على موقع مباريات الشطرنج (الإنجليزية)
- برستون وير على موقع 365Chess.com (الإنجليزية)